# 阿拉乌丁·摩诃末
阿拉丁·摩訶末二世（波斯語：‎，羅馬化：ʿAlā al-Dīn Muḥammad；1169年—1220年），或譯為摩訶莫，摩訶墨。是花剌子模沙阿，也是图儿干合敦和前任沙阿（国王）阿拉乌丁·帖乞失的兒子。自称第二个亚历山大大帝。

## 征战四方

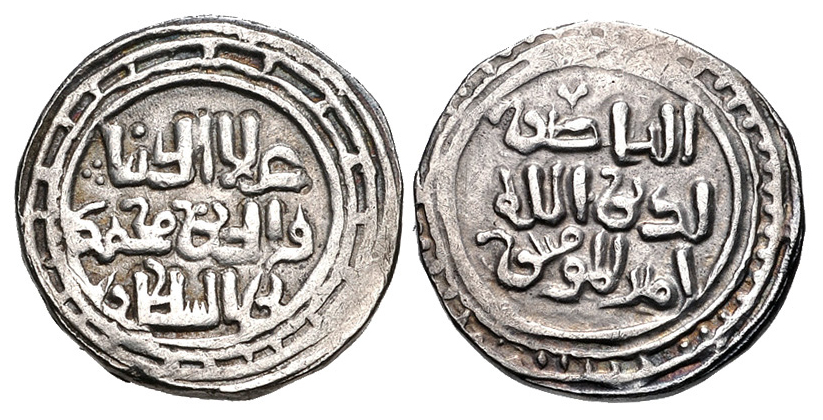
摩诃末占领加兹尼後以哈里发名义铸造的银币。

1200年，阿拉乌丁·摩诃末即位，仍向西遼稱臣。他的第一次戰爭是與阿富汗的古爾王朝開戰。第一仗在阿姆河畔，古尔王朝前往攻击花剌子模，摩诃末在西遼幫助下打退古爾人。在1206年，他殺了西遼的使節因什，宣告与契丹人决裂。1210年，乃蠻灭亡後，太子屈出律逃亡西遼，對花剌子模進行策反，双方约定：如果摩诃末蘇丹的軍隊首先進入西遼首都，直到阿力麻里，和田，喀什噶爾归花剌子模帝国。如屈出律先入首都，則錫爾河畔的費納喀特以东归屈出律。後來花剌子模與西喀喇汗聯攻西遼。
花剌子模於1210年在西遼帝國西部的塔拉斯打敗西遼將軍塔陽古，花剌子模帝国至此占领了原西遼國西部，包括原西喀喇汗國河中領土，這是因為後來撒馬爾罕的奧斯曼·伊本·易卜拉欣殺了花剌子模人，重新臣服西遼，花剌子模的摩诃末報復。1217年，因查出阿拔斯王朝的巴格达哈里發有意與西遼夾擊花剌子模，摩诃末因此召開教長大會，要求另立哈里發，並向报达（巴格達）的哈里发发动战争，军队到达阿撒答巴忒（阿薩達巴德），兵马冻死多半。摩诃末的母亲图儿干合敦是康里人，乘摩诃末远征之机，依仗康里将领，别居玉龙杰赤（今土库曼斯坦乌尔根奇）另立朝廷，干预国政，遂造成母子不和，其实此时的花剌子模帝国实质已处于极度分裂的亡国灭种的危险之中。所以，花剌子模国虽拥兵四十万，但其战斗力十分松散。

## 亡于蒙古
另一方面（1217年），蒙古成吉思汗向花剌子模派出一支450人的穆斯林和平商隊，被訛答剌城守將海兒汗·亦納勒術误指為間諜，報告摩诃末；摩诃末命亦納勒術拘留商人，但是亦納勒術自作主張殺了商人。後來成吉思汗派巴合剌為首的三人使團，要求賠償和究責。但因為亦納勒術是图儿干合敦的侄兒，摩诃末竟殺了正使，燒了二位副使的鬍鬚。1219年蒙古興兵問罪，摩诃末把他的军队分散在锡尔河一线与中亚河中地区的各设防地区之间。结果，尽管花剌子模军在总人数上佔优势，但是，他们在每一单独点上的人数比成吉思汗大军的少。他沒有接受兒子札蘭丁的建議，在阿姆河佈防，因為他害怕康里人一旦戰敗會降蒙古。
摩诃末後來逃出撒馬爾罕，八天後失守，大將塔孩汗、巴力失馬思汗、八剌汗、撒兒昔黑汗戰死，只剩下阿勒巴兒汗逃回玉龍傑赤。成吉思汗發現蘇丹已經逃跑，命哲別、速不台追捕。他先逃亡巴爾赫，再前往呼羅珊的内沙布尔，逃入里海西岸額別思寬港附近的一個名為額別思寬島（或譯為阿必思昆島，已陸沉）的小島上，不久死於島上，由札蘭丁繼位。據說成吉思汗曾说：「让摩诃末試試金子能不能吃。」最後被圍困于小岛的摩诃末是饿毙的。花剌子模在1219年底至1221年间被成吉思汗的蒙古帝国彻底摧毁。

## 相关艺术作品
- 成吉思汗 蒼狼與白鹿IV：東中亞細亞花剌子模的登場人物—穆罕默德。
- 成吉思汗 (2004年電視劇)：由瓦力斯飾演的角色—花剌子模国王。

## 資料來源
- 《元史·太祖本纪》
- 格鲁塞《草原帝國》

| 前任： 塔乞失 | 花剌子模王朝君主 1200年－1219年 | 繼任： 札蘭丁 |